# La Omañuela
La Omañuela es una localidad de España perteneciente al municipio de Riello en la comarca de Omaña, provincia de León, comunidad autónoma de Castilla y León. Antes de su incorporación a Riello, formó parte del concejo de la Lomba de Campestedo. En la actualidad cuenta con muy pocos habitantes fijos. Antiguamente su economía estaba basada en la agricultura y la ganadería. En el siglo XXI se ha convertido un destino turístico habitual para los visitantes de Riello. El santuario de Pandorado, lugar tradicional de romería en Omaña, está situado en su término.

## Geografía física

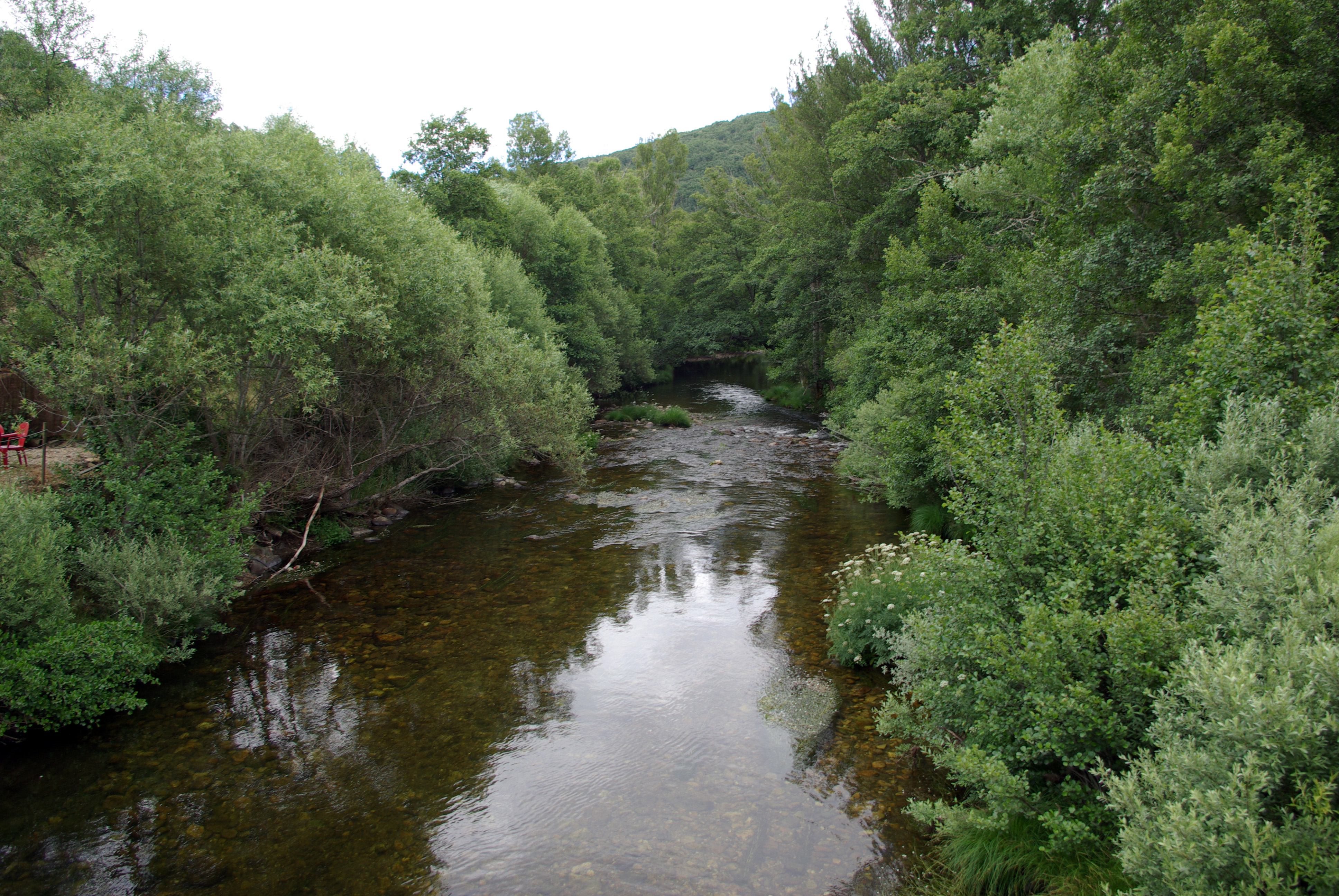
El río Omaña a su paso por La Omañuela

La Omañuela se encuentra en la ribera del río Omaña en su tramo medio, a una altitud
de 1060 metros, al pie de la ladera sur de la Lomba de Campestedo. Las poblaciones más cercanas son Campo de la Lomba y Ariegos de Arriba, término con el que comparte el núcleo de Pandorado, a 1,7 km.
La Omañuela se ve a menudo afectada por desbordamientos del Omaña, cuyo cauce experimenta grandes crecidas en invierno y primavera al no estar regulado. En el tramo del río que transcurre por la Omañuela se pueden acumular ramas y restos de árboles en su lecho, que retienen el agua y pueden dar lugar a inundaciones. Para solucionar este problema, la Confederación Hidrográfica del Duero invirtió cerca de 120 000 euros en 2010 para mejorar el cauce del río y paliar los efectos de las crecidas.

### Clima
Según la clasificación climática de Köppen, la población se encuentra en la zona climática Csb, caracterizada por temperaturas medias anuales  por debajo de los 9 °C, precipitaciones generalmente por encima de los 1000 mm, nevadas invernales y veranos secos.

## Naturaleza
La Omañuela se encuentra en la Reserva de la Biosfera de los valles de Omaña y Luna y está incluida en la Zona de Especial Protección para las Aves (ZEPA) de Omaña.  Se encuentran nutrias y truchas y la población alberga un coto de pesca sin muerte. Entre la flora, destaca un bosque de ribera bien conservado, en el que predominan los alisos. También abundan otras especies características de Omaña, como los chopos, negrillos, rebollos y carballos.

## Historia
En la Omañuela quedan rastros de la ocupación romana, ligada a las explotaciones auríferas del río Omaña. Se encuentran
menciones a la Omañuela en documentos del siglo XVI y XVII.  En el siglo XVIII La Omañuela formaba parte del concejo de la Lomba hasta la formación de los municipios, momento en que la mayoría de las poblaciones del concejo pasaron a formar parte del nuevo municipio de Inicio y La Omañuela se integró en Riello. 
La existencia del pueblo se vio amenazada por el proyecto de embalse del Omaña, que se empezó a discutir en 1962. Según los planes concretados en 1984 el pantano resultante hubiera inundado la Omañuela junto con otras poblaciones ribereñas. El proyecto chocó con la oposición de los lugares afectados y grupos medioambientales y el Ministerio de Obras Públicas, Transportes y Comunicaciones resolvió en 1993 paralizar el proyecto. Entre 2000 y 2011 la población se ha mantenido alrededor de los 10 habitantes, 20 contando al núcleo de Pandorado.

## Geografía humana
La Omañuela corresponde al tipo de  población semidispersa característico de la montaña de León: se trata de una aldea de pequeño tamaño situada a poca distancia de otros núcleos de población circundantes. El Diccionario geográfico y estadístico de España y Portugal  de Miñano menciona 50 habitantes, según el censo de 1797. El Diccionario de Madoz cita también 50 habitantes y describe así la población en el siglo XIX:

Su clima, aunque frío, es bastante sano. Tiene 13 casas; iglesia parroquial (San Salvador)...El terreno es de mediana calidad, y le fertilizan las aguas del Órbigo. Produce granos, legumbres, patatas y buenos pastos; cría ganados, y alguna caza y pesca.

El censo de Mourille de 1920 lista 66 habitantes. A partir de entonces la población entra en declive, por la emigración a ultramar, a Europa y otras regiones de España.
| Gráfica de evolución demográfica de La Omañuela entre 2000 y 2015                                     |
| |
| Población según la relación de unidades poblacionales del Instituto Nacional de Estadística (España). |

## Comunicaciones
Se accede a La Omañuela por la carretera CV 128-27; se llega a esta por la autopista AP-66 o la carretera CL-623 (León-Villablino), tomando la LE-493 en la población de La Magdalena. Por el oeste, se alcanza desde Villablino, en la CL-631, por el puerto de la Magdalena. El aeropuerto más cercano es el de León, a unos 50 km.

## Patrimonio

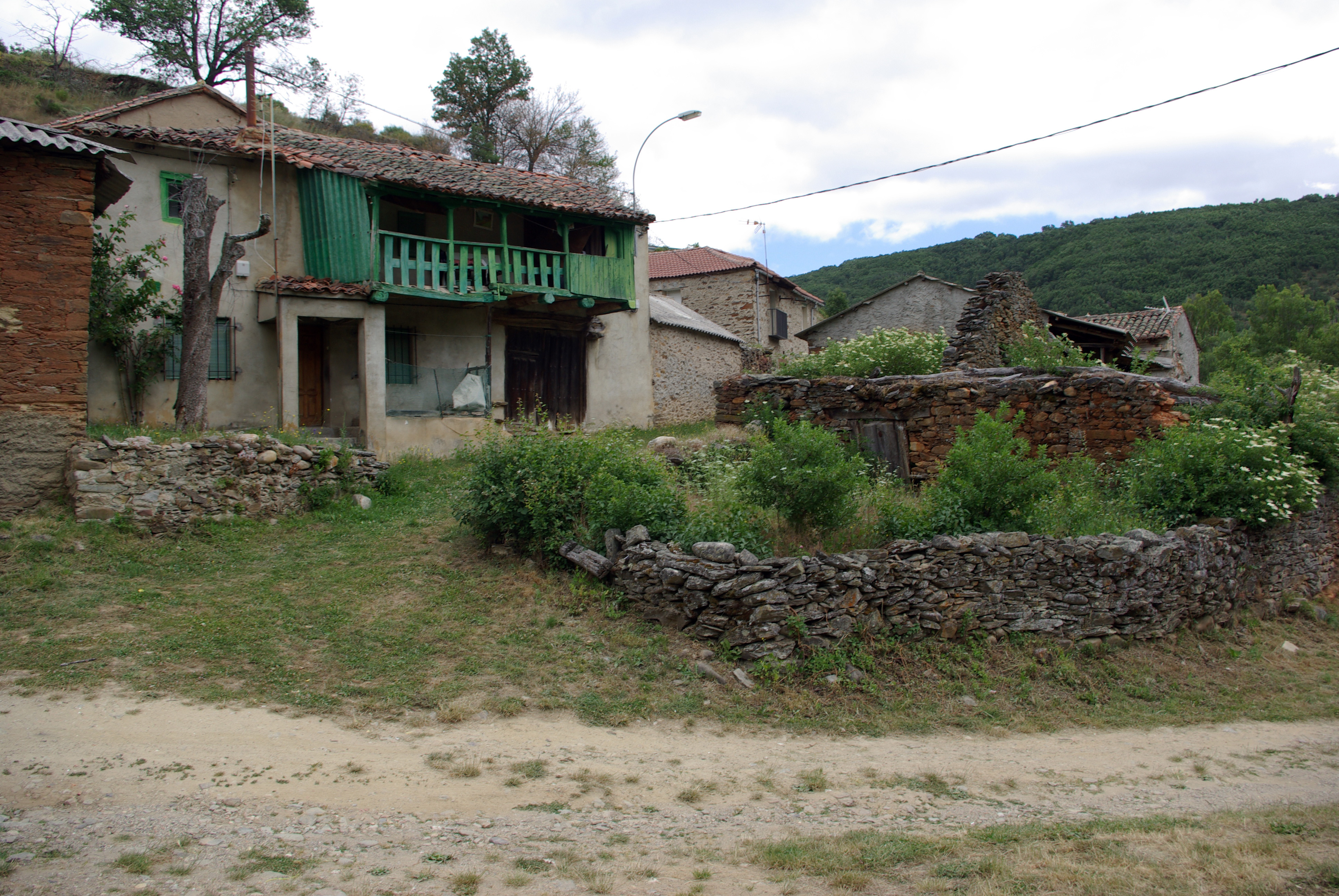
Grupo de edificios en La Omañuela

Los edificios de la Omañuela, en diversos estados de conservación, son ejemplos
característicos de la arquitectura tradicional omañesa.  Destacan
la iglesia de San Salvador y el santuario de Pandorado, a 1,7 km  del pueblo. El santuario actual data del siglo XVII, aunque se piensa que está
construido sobre una edificación más antigua. De acuerdo a la leyenda,
el edificio se encuentra en el lugar donde un pastor de la Omañuela
encontró una talla de la virgen. El pastor llevó la imagen a la
iglesia del pueblo, pero al día siguiente volvió a encontrarla en el
mismo paraje, lo que se interpretó como un signo de que se le debía
construir un santuario en aquella ubicación. El interior de la ermita
cuenta con un retablo de estilo barroco de Álvaro Diez Canseco, inaugurado en 1728. Al retablo le faltan varios
adornos, posiblemente vendidos ilegalmente.

## Cultura

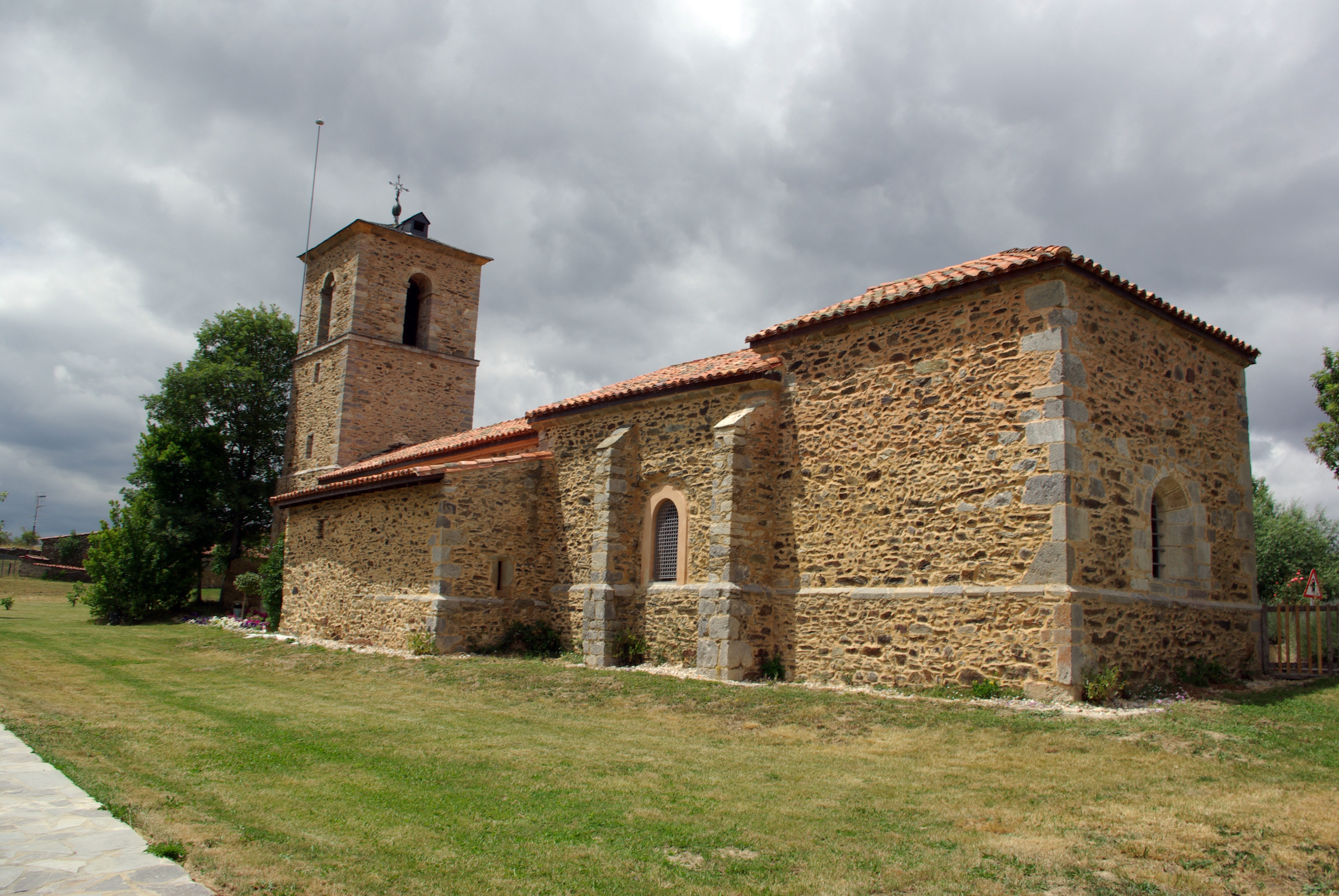
El Santuario de Pandorado, lugar tradicional de romerías de Omaña

Muchas de las costumbres típical de la Omañuela se han ido perdiendo por la despoblación y envejecimiento de la población. Un acontecimiento de renombre es la romería a la santuario de Pandorado  el 15 de agosto, que incluye una  procesión en la que participan los  pendones de todos los pueblos de Omaña. Esta es la única romería al santuario que aún perdura de las cuatro que tenían lugar hasta la segunda mitad del siglo XX.
Otra costumbre de mención  consiste en el uso de zancas para vadear el río, lo que era necesario cuando las riadas se llevaban el antiguo puente de tapines de hierba. Esta costumbre se incluye como actividad lúdica en una ruta guiada de la ribera del Omaña. Los vecinos construían las zancas con ramas de negrillo, con el asiento para el pie construido con una vara flexible de sauce.